# Ali Baba és a negyven rabló (film, 1971)
Az Ali Baba és a negyven rabló (アリババと４０匹の盗賊; Ari Baba to jondzsubiki no tózuku; Hepburn: Ari Baba to yonjuppiki no tōzoku) 1971-ben bemutatott japán animációs film, amelyet a Toei Animation készített Sidara Hirosi rendezésében. A forgatókönyvet Jamamoto Morihisza írta, zenéjét Uno Szeiicsiró szerezte. A film készítésében részt vett Mijazaki Hajao is, mint szereplőtervező, kulcsrajzoló és szervező.
Japánban 1971. július 18-án mutatták be, Magyarországon 1994 december 15-én a Mokép forgalmazta VHS-en, televízióban pedig a Duna TV és a TV-1 vetítette. Bemutatták még az NSZK-ban, az Egyesült Államokban, Franciaországban, Olaszországban és Spanyolországban is.

## Cselekmény
Ali Baba egy vacsora közben szembesül azzal, hogy a kincstár teljesen kiürült. Csak egy régi lámpást találnak ott, melyből egy dzsinn jön elő. A dzsinn azonban fél a macskáktól, így addig nem tudja teljesíteni Ali Baba kívánságait, míg macskát lát. Ezért Ali Baba megparancsolja nagyvezírének az összes macska befogását. Egy fiú, Huk megment harmincnyolc macskát a nagyvezír karmai közül, kivívva Ali Baba haragját. Az egér, Cini elmeséli Huknak és a macskáknak Ali Baba és a negyven rabló történetét és közli Hukkal, hogy Allah által az a sors rendeltetett neki, hogy Ali Baba helyébe lépjen, mivel ő a rablók leszármazottja, akiktől Ali Baba ellopta a kincset. Ali Baba seregével lerohanja Hukkék rejtekhelyét, ezért kénytelenek szétszéledni. Huk bosszút esküszik és három nap múlva behatol Ali Baba palotájába, hogy visszaszerezze jogos jussát. Természetesen a macskák segítségére is számíthat. Miután megfutamítják Ali babát és szolgálóit, Huk a dzsinntől azt kéri, hogy a palotát változtassa a világ legnagyobb vidámparkjává.

## Szereplők
| Szereplő       | Japán hang      | Magyar hang      |
| -------------- | --------------- | ---------------- |
| Huk (Huck)     | Ójama Nobujo    | Görög László     |
| Ali Baba       | Ócuka Csikao    | Reviczky Gábor   |
| Dzsinn         | Tomita Kószei   | Gyabronka József |
| Macskafőnök    | Tanonaka Iszamu | Ujréti László    |
| Nagyvezír      | N/A             | Végvári Tamás    |
| Cini           | N/A             | Szokol Péter     |
| Második macska | N/A             | Selmeczi Roland  |